# Daisy of Love
Daisy of Love ist eine Reality-TV-Show mit Daisy de la Hoya, der zweitplatzierten der zweiten Staffel der Reality-TV Show Rock of Love. 20 Kandidaten stehen Daisy zur Wahl, aus denen sie ihre wahre Liebe finden will. Erstausstrahlung der Show in den USA war am 26. April 2009 auf VH1. Über eine Ausstrahlung in Deutschland ist bisher noch nichts bekannt. Die Produzenten der Sendung sind, wie schon bei Flavor of Love, Mark Cronin, Cris Abrego und Ben Samek. Das Titellied Best of Me spielte die US-amerikanische Alternative-Rock-Band Morningwood ein.

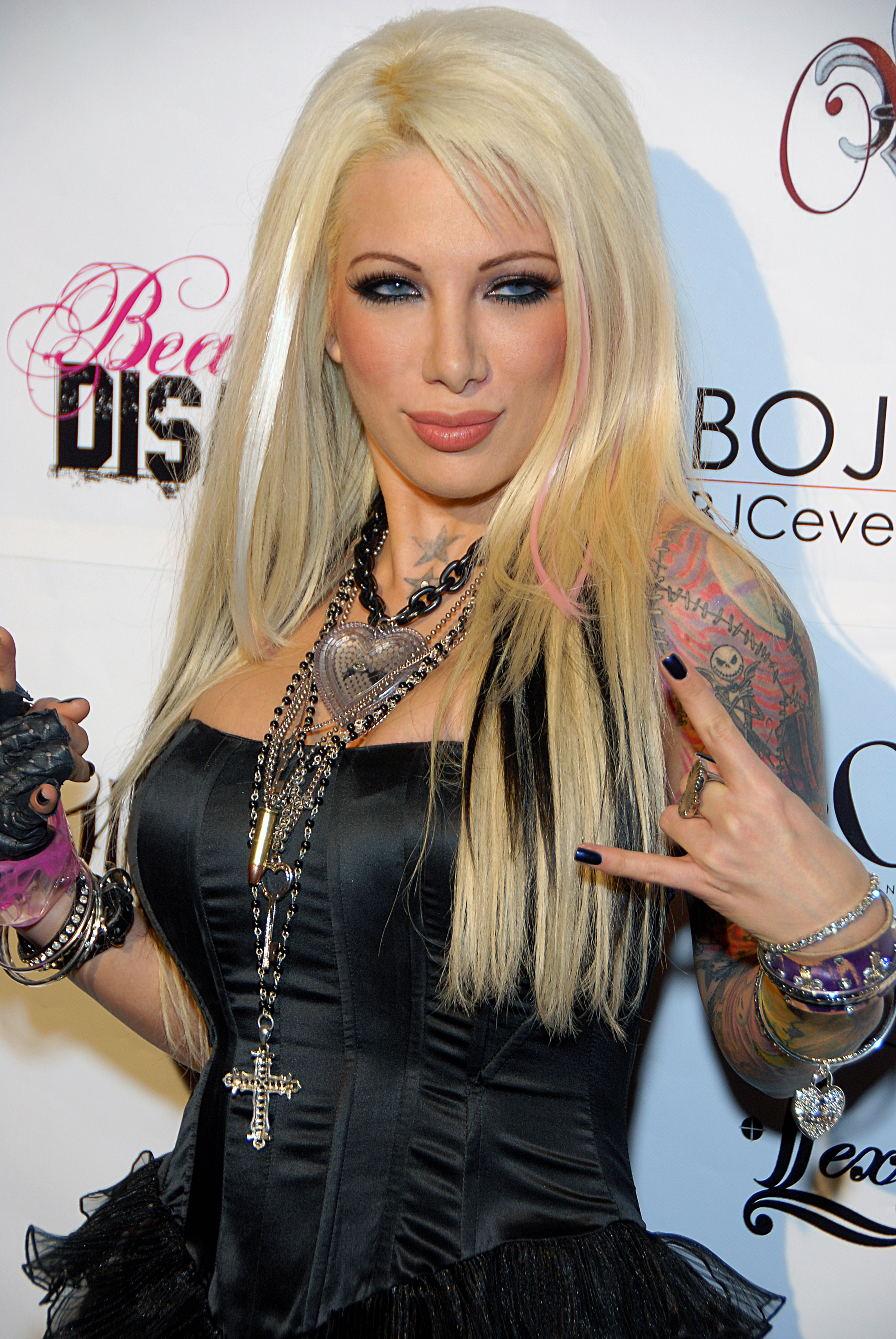
Daisy de la Hoya auf der Premiere von „Daisy of Love“ in, Hollywood, Kalifornien am 26. April, 2009

## Erste Staffel
- Original-Erstausstrahlung: 26. April 2009 auf VH1
- Deutsche Erstausstrahlung:

Die erste Staffel wurde vom 26. April bis zum 26. Juli 2009 ausgestrahlt. Sieger wurde Joshua „London“ Lee, welcher anfangs die Show freiwillig in der vierten Folge verließ, von Daisy aber in der neunten Folge wieder zurückgeholt wurde. Er setzte sich im Finale gegen TJ „Flex“ Markiewicz und David „12 Pack“ Amerman durch.

### Kandidaten
| Kandidaten     | Kandidaten       | Ausgeschieden        |
| -------------- | ---------------- | -------------------- |
| London         | Joshua Lee       | Gewinner             |
| Flex           | TJ Markiewicz    | Folge 12 (2. Platz)  |
| 12 Pack (Dave) | David Amerman    | Folge 12 (3. Platz)  |
| Sinister       | Derrick Tribbett | Folge 10             |
| Chi Chi        | Branden Mathena  | Folge 9              |
| Big Rig        | Jeremiah Riggs   | Folge 8              |
| Fox            | Daniel Alfonso   | Folge 7              |
| 6 Gauge        | Chris Kummer     | Folge 6              |
| Cage           | Aric Nelson      | Folge 5 (freiwillig) |
| Tool Box       | Miguel Angel     | Folge 3              |
| Cable Guy      | Randall Logan    | Folge 3              |
| Brooklyn       | Christopher Cas  | Folge 3 (freiwillig) |
| Professor      | Brandon Cabeza   | Folge 2              |
| Weasel         | Pauly            | Folge 2              |
| Flipper        | Mike Gaboff      | Folge 2 (freiwillig) |
| Torch          | Kenn Younger     | Folge 1              |
| Dropout        | Tristan Touble   | Folge 1              |
| 86             | Izzy Landenberg  | Folge 1              |
| 85             | Rock Landenberg  | Folge 1              |
| 84             | Kelli Landenberg | Folge 1              |

Anmerkungen
- 12 Pack wurde ab der siebten Episode bei seinem richtigen Namen, Dave, genannt.
- 12 Pack war bereits in der ersten Staffel von I Love New York zu sehen, wo er in der siebten Episode ausschied.
- London verließ die Show in Episode 4, wurde in Episode 9 aber zurückgeholt.
- Big Rig ist nun mit Marcia von Rock of Love Bus und Charm School with Ricki Lake zusammen.[10]
- Die Landenberg Brüder hatten einen Auftritt im Musikvideo zum Song „Paparazzi“ von Lady GaGa.
- Daisy de la Hoya gab auf ihrer MySpace-Seite bekannt, dass sie und London sich getrennt haben, weil er eine schwangere Freundin hat.